# 투그라

오스만 제국의 술탄이었던 마흐무트 2세의 투그라. 해석은 '압뒬하미드
의 아들
마흐무드
칸은
영원히
승리하리라'이다.
오스만어로는
محمود
خان
بن
عبدالحميد
مظفر
دائماً
(Mahmūd Ḫān bīn Abdülhamid el-muẓaffer dāʾimā)라고 씌여 있다.

투그라(오스만 튀르크어: طغرا tuğrâ)는 옛 이슬람 제국들의 술탄이 사용했던 서예 방식의 모노그램, 도장, 서명을 가리킨다. 공식 문서나 서한이라면 항상 첨부되던 표시였다. 술탄의 도장에 새기거나, 술탄 재위기간에 주조된 동전에 문양으로 찍히기도 했다. 중요한 문서에는 상당히 정교한 투그라가 쓰였는데 이쪽의 경우 채식 (彩飾)의 형태로 전승되어 하나의 예술 작품으로까지 취급받게 되었다. 이 채식의 대표적인 예로는 아래 갤러리의 사진 중에 나와있는 쉴레이만 1세의 투그라를 들 수 있다.
투그라는 술탄의 치세가 시작될 무렵 제작됐고, 문서를 다 쓰면 궁내 서예가나 니샨즈 (Nişancı)가 그 문서에 그려냈다. 최초의 투그라는 오스만 제국의 2대 왕인 오르한 1세 (1284–1359)가 사용하였고 지속적으로 발전하다가 술탄 쉴레이만 1세 (1494–1566) 시기에는 전형적인 형태를 띠게 되었다.
투그라는 고대 이집트의 카르투슈나 영국 왕조의 로열 사이퍼와 유사하다는 주장이 있다. 한편 역대 오스만 제국의 술탄은 각각 자신의 투그라를 가지고 있었다고 전해진다.

## 시각 요소
투그라가 가진 모양의 특징은 여러 요소로 나뉜다. 왼편의 두 고리와 중앙의 세 수직선, 바닥에 쌓인 글귀와 오른쪽으로 길게 뻗은 선들이 바로 그것이다. 각각의 구성요소에는 특별한 의미가 담겨 있으며 이들이 하나의 형태를 이루면 투그라로 쉽게 재인식할 수 있다. 

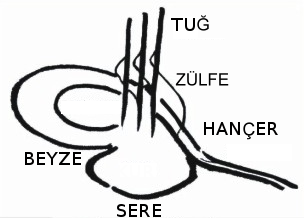
투그라의 요소

술탄의 이름은 아랫쪽 부분에 쓰였고 이를 '세레' (sere)라 불렀다. 시대에 따라 이곳에 들어가는 이름은 1326년 최초의 투그라에서 오르한 1세의 이름을 '오스만의 아들 오르한'이라고 한 것만큼 줄일 수 있었다. 후기로 가면서 투그라의 주인과 그의 아버지 이름에는 존칭이나 기도문이 추가되기도 했다.
투그라 왼쪽에 있던 고리는 '베이즈' (beyze)라고 불렀는데 아랍어로 달걀을 의미한다. 투그라의 문양에 대한 해석 중에는 이 베이즈를 두고 술탄이 위세를 떨친 두 바다를 상징한다고 보는 시각도 있다. 바깥쪽 고리는 지중해를, 안쪽 작은 고리는 북해를 상징한다는 것이다.
투그라 위쪽에 있는 수직선들은 '투' (tuğ) 혹은 깃대라고 불렀다. 이는 독립을 상징한다. 투를 가로지르는 S자 모양의 선들은 '쥘페' (zülfe)라 불렀으며 오스만인의 전통적인 움직임 방향인 동쪽에서 서쪽으로 부는 바람을 상징한다. 오른쪽을 바라보고 있는 투의 윗부분 역시 의미는 동일하다.
투그라의 오른쪽에 있는 선들은 '한체르' (hançer)라 부르며, 검을 형상화해 권력과 힘을 상징한다.

## 오스만 제국 술탄의 투그라

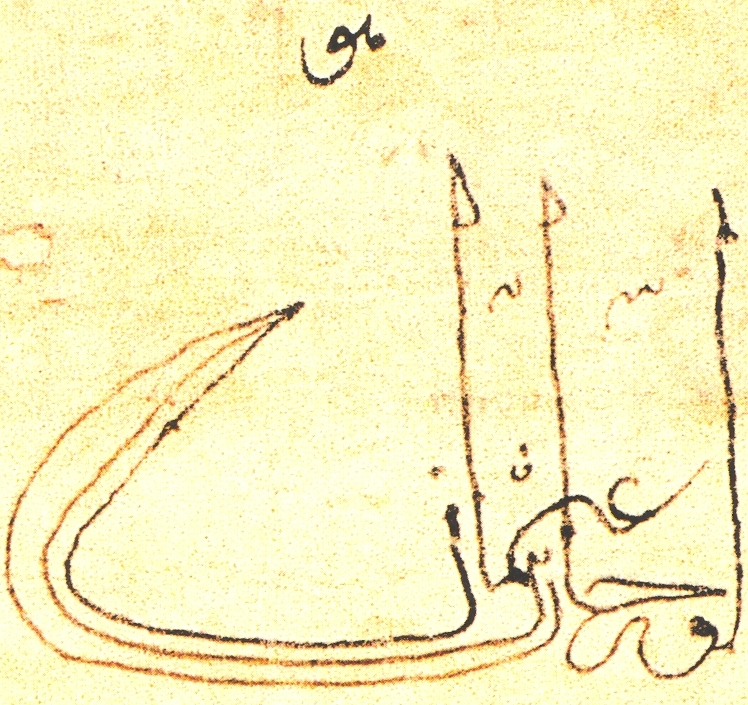
최초의 투그라인 오르한 1세의 투그라 (1326)
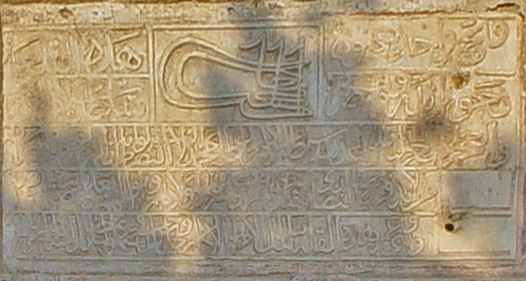
테살로니키 헵타피르지온에 새겨진 무라드 2세의 투그라 (1431)
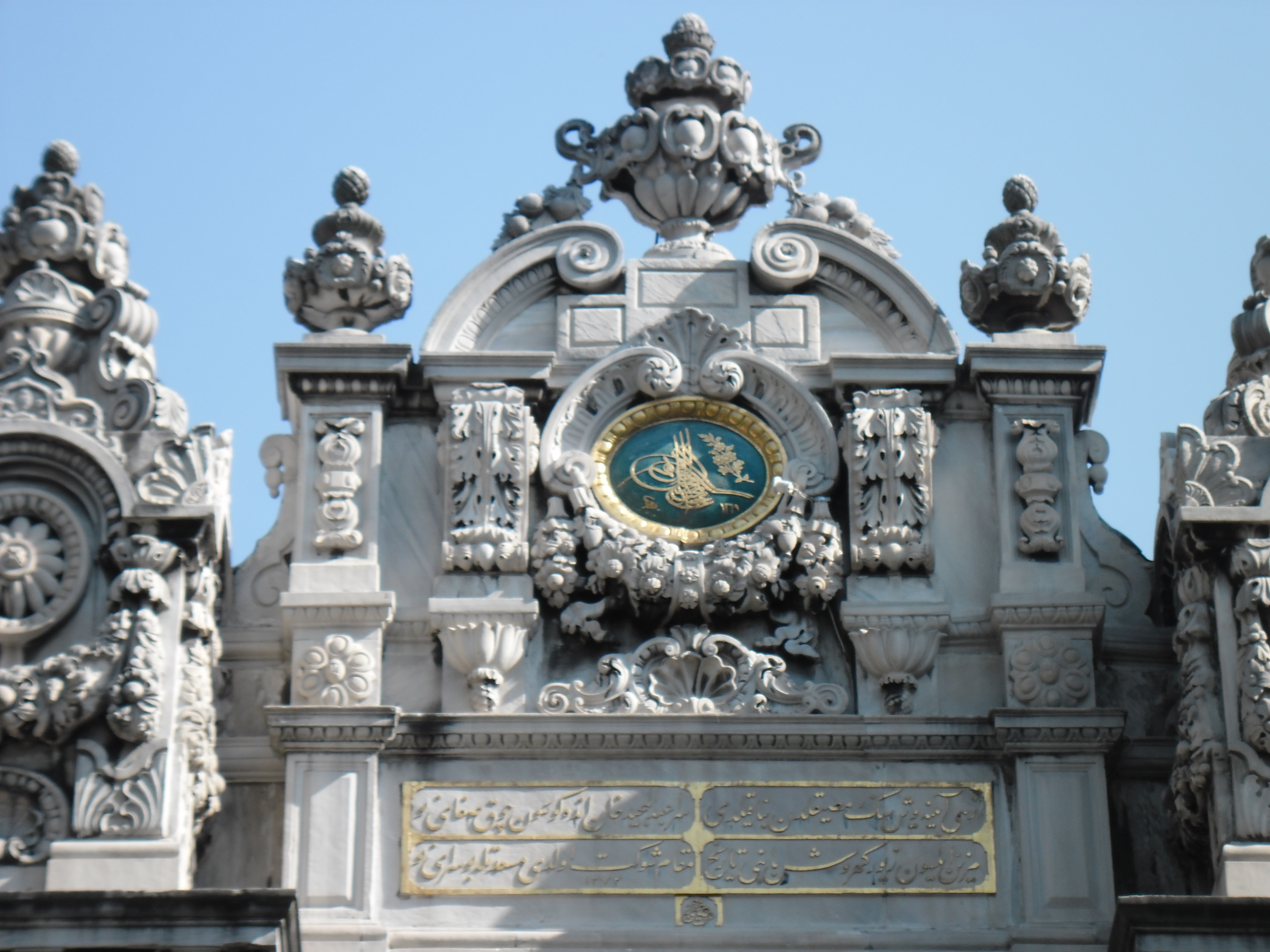
돌마바흐체 궁전의 투그라.
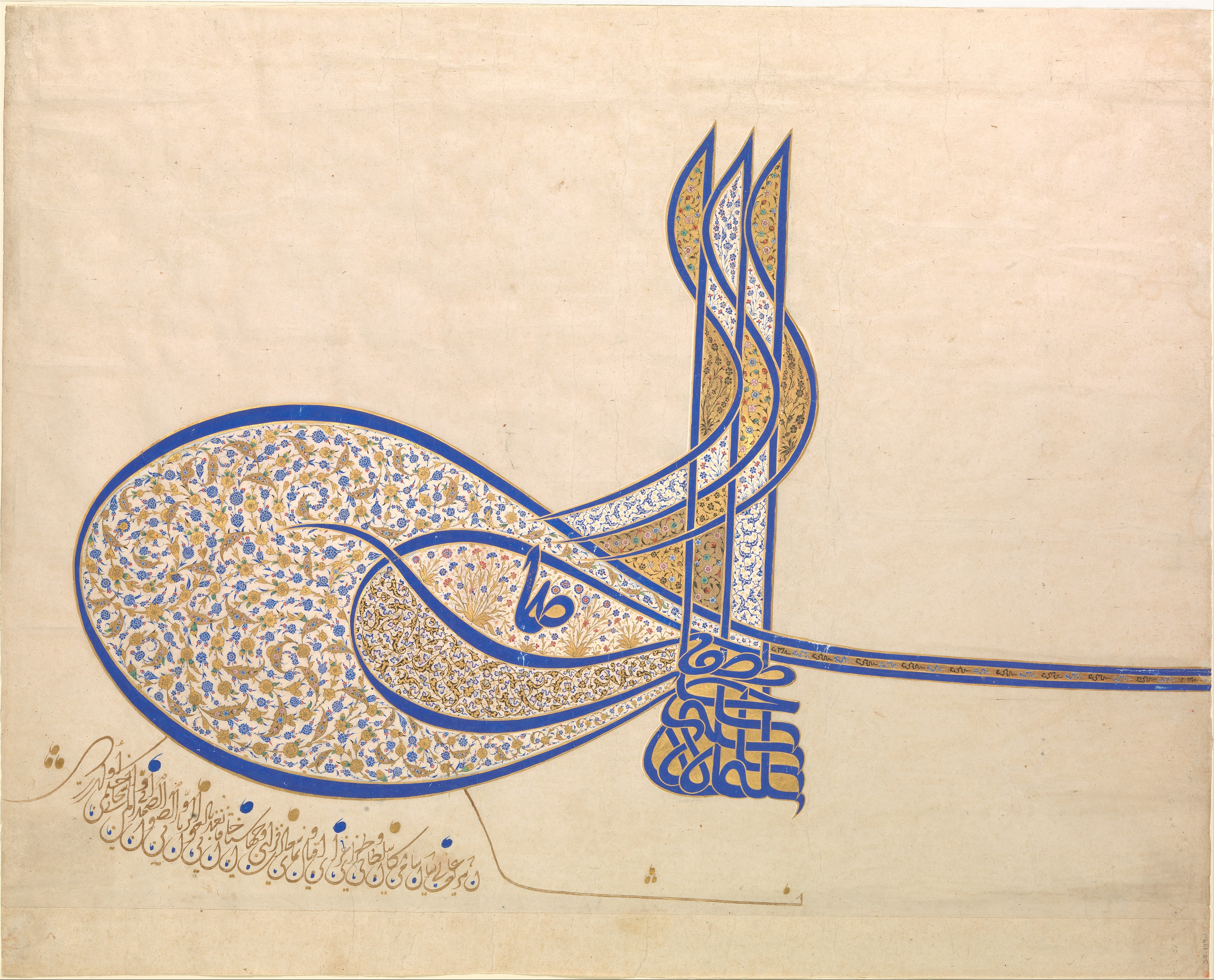
쉴레이만 1세의 장식된 투그라 (1520)
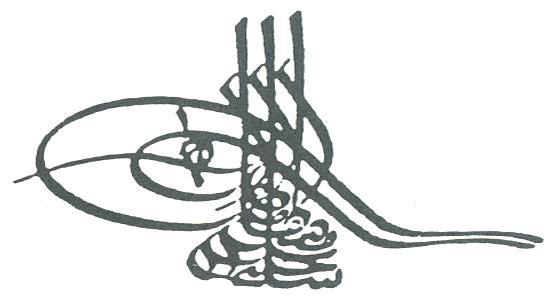
셀림 3세의 투그라 (1789)
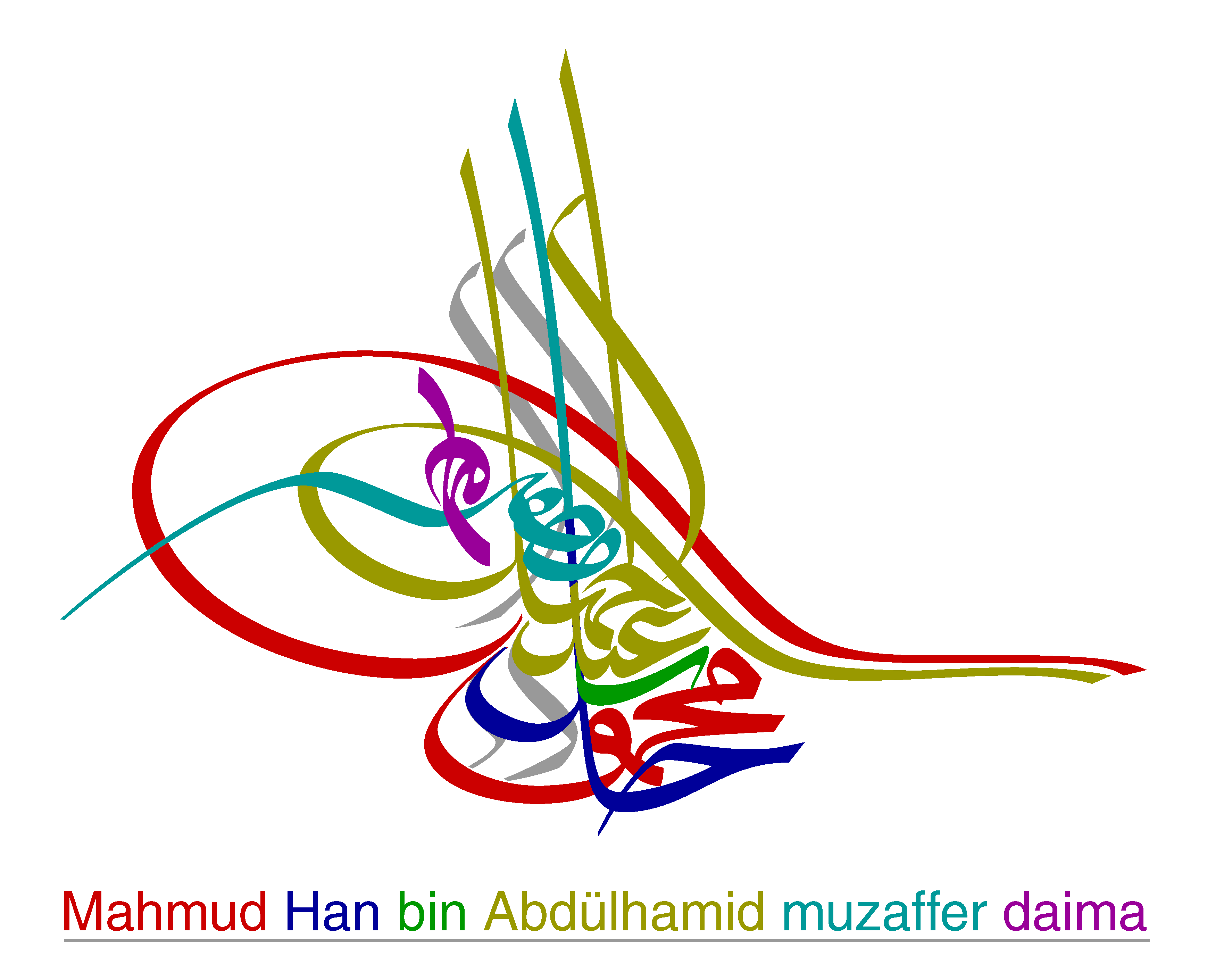
오스만 제국 술탄 마흐무드 1세의 투그라 (1808)
압뒬하미드 2세의 투그라 (1876)
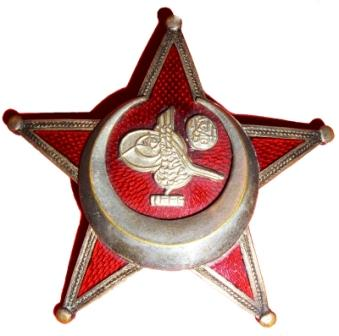
갈리폴리 스타에 새겨진 메흐메드 5세의 투그라 (1909)
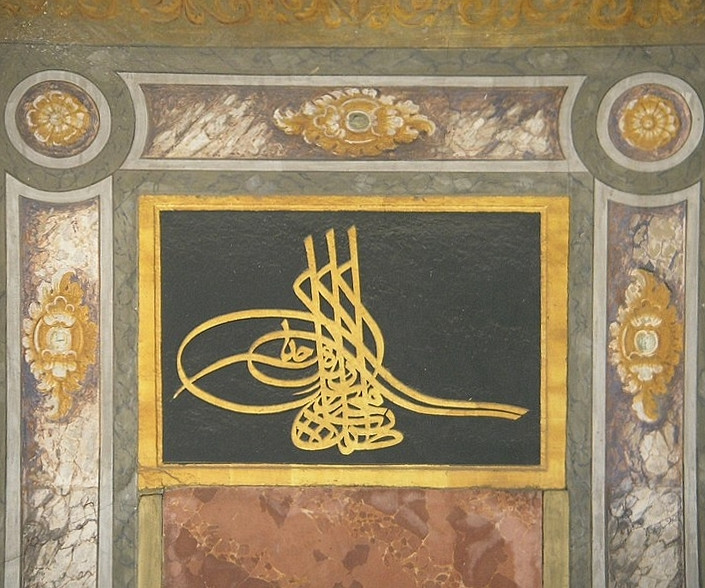
톱카프 궁전 입구의 투그라
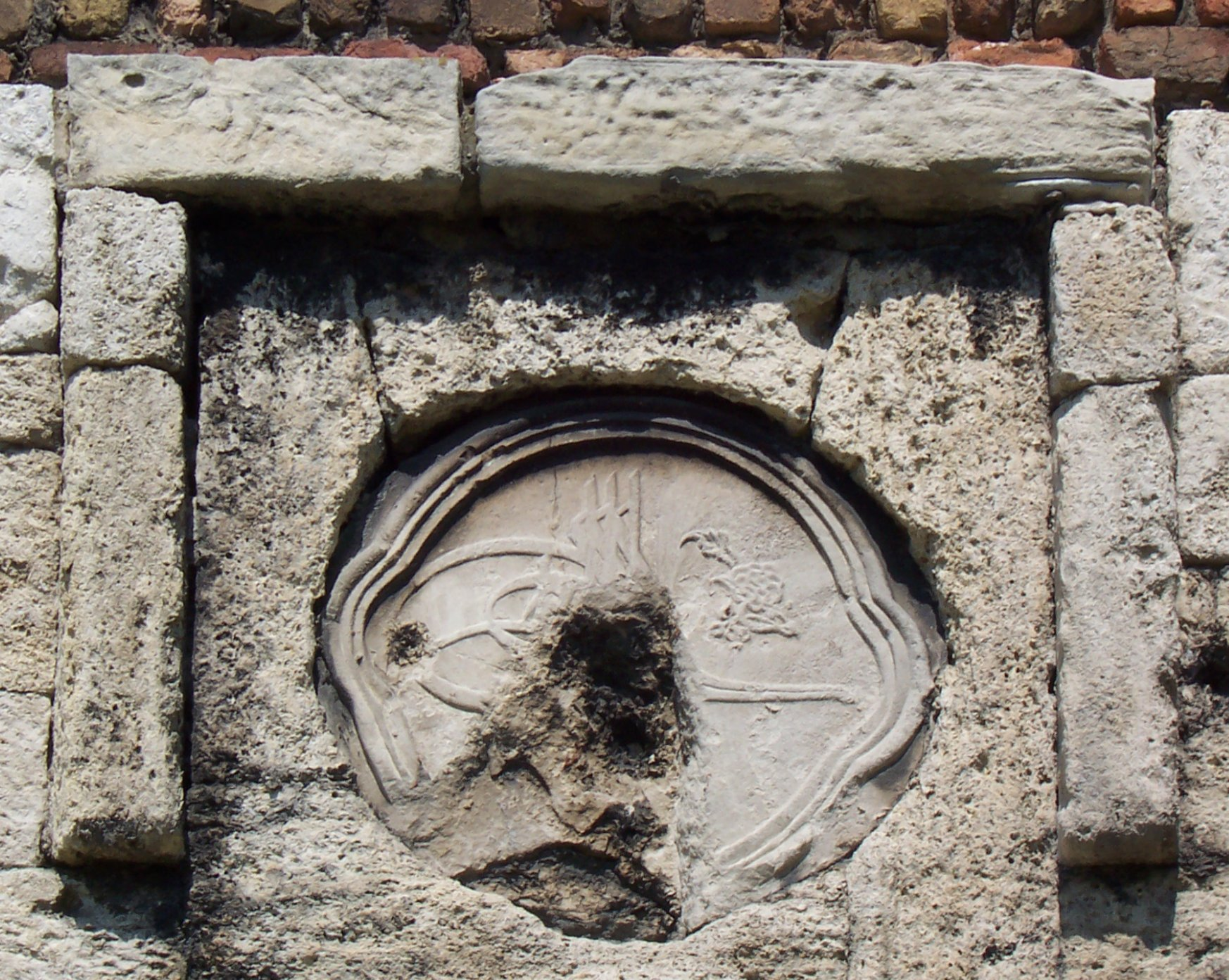
베오그라드에 있는 항구문에 새겨진 투그라

## 그밖의 투그라
투그라는 대부분 오스만 제국의 술탄들이 사용한 것이었지만 카자르 왕조, 사파비 왕조, 카잔 칸국 등 다른 튀르크족 국가에서도 가끔씩 사용하는 경우가 있었다. 나중에는 러시아 제국의 타타르족들이 사용하기도 했다.
한편 무굴 제국도 오스만 제국처럼 서예로 된 표식을 사용했던 것으로 알려져 있다. 무굴 제국의 투그라는 끝쪽에 세 점이 찍힌 원형 모양으로, 황제의 서명 자리 옆에 찍었다.
한편 모던 캘리그래피 아티스트들 중에는 투그라식 형태로 작업하는 사람도 있다. 대표적인 예로 러시아의 아티스트인 블라디미르 포포프를 들 수가 있는데 러시아의 대통령인 블라디미르 푸틴이나 일본의 황제인 아키히토의 서명을 투그라식으로 만들었다.

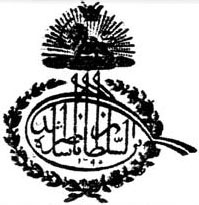
나세르 알딘 샤 카자르의 투그라
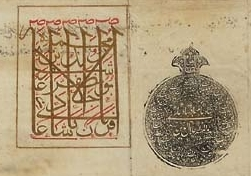
무굴 제국의 공식 제국 투그라
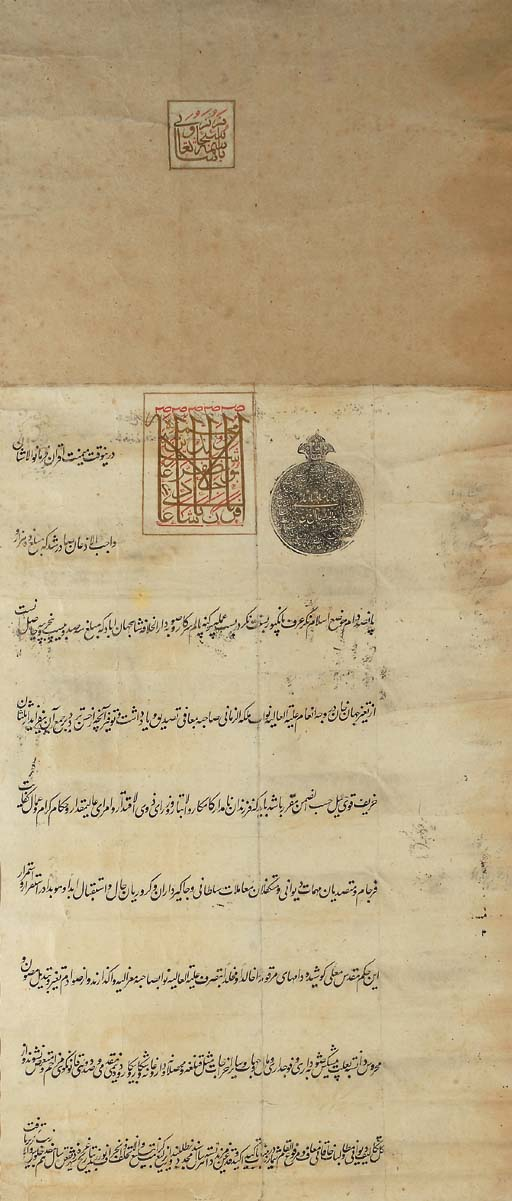
무굴 제국의 알람 2세가 반포한 칙령. 알람 2세의 붉은색 서명 옆에 공식 무굴 제국 투그라가 검은색으로 찍혀 있다.

## 같이 보기
- 오스만 제국
- 오스만 왕조
- 오스만 제국의 술탄 목록
- 유효 술탄
- 이슬람 서예
- 갈리폴리 스타
- 오스만 제국의 문화
- 터키의 우표와 우편사
- 화압 - 한중일에서 사용했던 서명
- 헬르트와 - 조지아에서 사용했던 서명
- 토템
- 탐가